# Yvonne Schultz
Yvonne Schultz de Fénis de Lacombe (1889 – ?) foi uma escritora francesa, que publicou a maioria de seus livros sob o pseudônimo Dyvonne.

## Biografia
Yvonne Schultz era filha da romancista Jeanne Schultz (1860-1910), que escrevia sob o pseudônimo Philippe Saint-Hilaire livros para crianças. Yvonne foi esposa de Ferdinand de Fénis de Lacombe, e sua obra se baseava essencialmente em literatura sentimental. Ela morou em Paris e New Orleans, viajou extensivamente, mas foi apaixonada pela Indochina, que serviu de palco para vários de seus romances. Entrou para a Société des gens de lettres em 1916. Publicou seus romances sob o pseudônimo de Dyvonne.
A partir de 1938, Yvonne Schultz passou a explorar o mundo chinês. Ela iniciou, então, uma terceira linha literária, onde, sob o nome “Maman Chine”, escreveu quatro novos romances entre 1937 e 1947.
Talvez influenciada pelo seu casamento com Ferdinand de Fénis, então diretor da Escola de Belas Artes de Hanói, na Indochina, escreveu aí suas melhores obras. Sua primeira obra na Indochina, Sous le ciel de jade, foi realizada em 1930, e apresentava uma visão feminina européia desconfortável para a realidade da época, ao relatar o caso inusitado de amor do Professor Universitário Claude Avignac.
Em 1932, surgiu o melhor livro de Schultz, Le sampanier de la Baie d’Along, que relata a vida dos pobres pescadores na baía de Along, «mille lieues carrées de mer, jonchées d’une pluie de falaises, d’îles, d’îlots, odorant à la fois la vase, la marée et la vanille...». Surpreendente como o destino dos dois amantes, Sinh, o melhor pescador da Baía, «beau comme un phénix», e Lien, a rapariga mais bonitado local.
Perseguido pela inveja e pelo ódio implacável de Ba, seu brutal irmão mais novo, Sinh vai deixar Lien e a Baía, e se exilar em Haute-Région. Mas Lien cai na armadilha do ódio de Ba. Executados como adúlteros, amarrados a uma jangada de bambu, eles serão entregues às ondas do Rio Vermelho que desemboca longe, na Baía d’Along...

## Lista de obras
Obras principais
- Dzinn, Paris: Plon-Nourrit et Cie, 1919
- Le Mari de Vivianne, Le Petit Écho de la Mode, Collection Stella, n°69, 1923
- Près de lui, Paris: Plon, 1923 (Sob o pseudônimo de Dyvonne)
- Les Nuits de fer, romance japonês, àris: Plon-Nourrit, 1923
- Précoce avril, Éditions Grasset & Fasquelle, 1924
- Joujou se marie..., Paris: Plon-Nourrit et Cie, 1924 (Sob o pseudônimo de Dyvonne)
- La Flamme sur le rempart, Paris: Plon et Nourrit, 1926
- Le Mari de Cendrillonne, Paris: Plon-Nourrit et Cie, 1926 (Sob o pseudõnimo de Dyvonne)
- Le Roman d'Arlette, Paris: Arthéme Fayard et Cie., Coleção. "Jeunes femmes et jeunes filles", 1928 (Sob pseudônimo de Dyvonne)
- L'Idylle passionnée, La Petite Illustration, com ilustrações de Carlos S. de Téjada, 1928
- La Couronne d'étoiles, Paris: Plon et Nourrit, 1928
- Le Secret du destin, Paris: Plon, 1928 (Dyvonne)
- … Mariage secret, Paris: Plon , 1929 (Dyvonne)
- Sous le ciel de jade, Paris: Plon et Nourrit, 1930
- Le Sampanier de la baie d'Along, La Petite Illustration, com ilustrações de Jean Bouchaud, 1930
- Dans la griffe des jauniers, Paris: Plon et Nourrit, 1931
- Les Fiancés d'Angkor, Paris: A. Fayard, Coleção "Jeunes femmes et jeunes filles", 1932 (Dyvonne)
- Chipette et lui, Paris: Plon, 1932 (Dyvonne)
- Zompette à la cour, Paris: Plon, 1933 (Dyvonne)
- L'Enlèvement de Jadette, Paris: Plon, 1934 (Dyvonne)
- Nuits de Ceylan, Paris: Plon et Nourrit, 1934
- L'Etoile de Grenade, Paris: Plon, 1936 (Dyvonne)
- Les Récits de Maman Chine 1. Au fond d'un temple hindou. L'Immolation. Le Bandeau de jade, Paris: Plon, ilustrações de Maurice Lalau, 1937
- Le Mariage de Passerose, Paris: Plon, 1938 (Dyvonne)
- Les Confidences de Maman Chine. La Divine inconnue, La Petite Illustration, 1939
- Les Récits de Maman Chine 3. Le Palais des cent lacs, histoire intime d'une famille chinoise, Paris: Plon, 1946
- Les Récits de Maman Chine. Le Démon passionné, Paris: Plon, 1947
- Le Mariage aux flambeaux, Paris: Gautier-Languereau, Coleção "Bibliothèque de ma fille", 1950 (Dyvonne)
- Barcarolle tragique, Paris: Gautier-Languereau, Coleção "Bibliothèque de ma fille", 1952 (Dyvonne)
- Pour l'amour de Christiane, Paris: Plon, 1953 (Dyvonne)

Prefácio
- Grépon, Marguerite, Lotissement-Journal, Imprimerie de l'Eclaireur de Nice, Aux éditeurs associés, Editions du monde moderne, 1926

Reedições
- Dzinn, Le Petit Écho de la Mode, 1922 (1. ed. 1919)
- Près de lui, Plon, 1926 (1. ed. 1923) (Dyvonne)
- Joujou se marie..., Plon , 1928 (1. ed. 1924) (Dyvonne)
- La Flamme sur le rempart, La Petite Illustration, 1926 (1. ed. 1926)
- Le Mari de Cendrillonne, Plon, coll. "La Liseuse", 1931 (1. ed. 1926) (Dyvonne)
- Dzinn, Plon-Nourrit et Cie, Coll. "De la liseuse", 1924 (1. ed. 1919)
- L'Idylle passionnée, librairie Plon, les Petits-Fils de Plon et Nourrit, 1929 (1. ed. 1928)
- Les Fiancés d'Angkor, Louis Bellenand et fils, coll. "Jeunes femmes et jeunes filles", 1932 (1. ed. 1928) (Dyvonne)
- Les Nuits de fer, roman lapon, Plon et Nourrit, 1932 (1. ed. 1923)
- Le Sampanier de la baie d'Along, Plon et Nourrit, 1932 (1. ed. 1930)
- Le Mari de Cendrillonne, Plon , 1935 (1. ed. 1926) (Dyvonne)
- Les Récits de Maman Chine 1. Au fond d'un temple hindou, L'Illustration, 1937 (1. ed. 1937)
- Dzinn, Plon, 1939 (1. ed. 1922)
- La Flamme sur le rempart, Plon et Nourrit, 1939 (1. ed. 1926)
- Le Mari de Cendrillonne, Flammarion, 1940 (1. ed. 1926) (Dyvonne)
- Les Récits de Maman Chine. La Divine inconnue, Plon, 1941 (1. ed. 1939)
- Dans la griffe des jauniers, Plon, 1944 (1. ed. 1931)
- Joujou se marie..., Plon , 1949 (1. ed. 1924) (Dyvonne)
- Près de lui, Plon, 1950 (1. ed. 1926) (Dyvonne)
- Mariage secret, Plon, coll. "Bibliothèque Plon", 1955 (1. ed. 1929) (Dyvonne)
- Le Sampanier de la baie d'Along, in Indochine. Un rêve d’Asie, Omnibus, 1995 (1. ed. 1930) ISBN 2-258039-20-7
- Le Sampanier de la baie d'Along, Kailash, coll. Les exotiques, 1995, (1. ed. 1930) ISBN 2-909052-51-6
- Le Sampanier de la baie d'Along, Kailash, coll. Les exotiques, 2000, (1. ed. 1930) ISBN 2-909052-51-6
- Le Sampanier de la baie d'Along, in Indochine. Un rêve d’Asie, Omnibus, 2000 (1. ed. 1930) ISBN 2-258039-20-7

## Dyvonne em língua portuguesa
- Casamento Secreto, Livraria Francisco Alves, 1930. Tradução de Elias Davidovich.
- Joujou casa-se (Joujou se marie...), Collecção das Senhorinhas, Livraria Zenith, São Paulo, 1931, 1ª tradução autorizada.
- Quem pensa não casa..., Coleção Branca, nº 1, Editora Clássicos, Lisboa, 1937, trad. Flávia Marinho Alves.
- Zompette na Corte (Zompette à la cour), Coleção Branca nº 3, Clássicos, Lisboa, 1946.
- O rapto de Jadette (L’Enlèvement de Jadette), volume 18 da Coleção Biblioteca das Moças, da Companhia Editora Nacional em 1956, tradução de Sarah Pinto de Almeida.
- Perto Dele (Près de lui), volume 144 da Coleção Biblioteca das Moças, da Companhia Editora Nacional.
- O Marido da Borralheira (Le Mari de Cendrillonne), volume 167 da Coleção Biblioteca das Moças, da Companhia Editora Nacional, tradução de Mário Sette.